# Scaptomyza freyi
Scaptomyza freyi är en tvåvingeart som beskrevs av Walter Leopold Victor Hackman 1959. Scaptomyza freyi ingår i släktet Scaptomyza och familjen daggflugor.
Artens utbredningsområde är Tristan da Cunha. Inga underarter finns listade i Catalogue of Life.